# ドイツ国大統領
ドイツ国大統領（ドイツこくだいとうりょう、ドイツ語: Reichspräsident）は、ヴァイマル共和政（1919年 - 1934年）およびナチス・ドイツ（1934年 - 1945年）におけるドイツ国（Deutsches Reich）の国家元首である。帝国大統領、ライヒ大統領とも呼ばれる。

## ドイツ国大統領の誕生

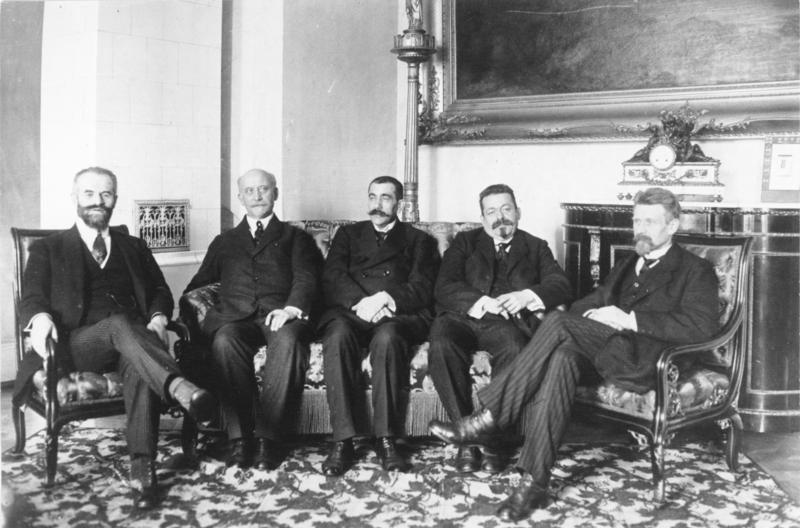
1918年12月、右から二人目が初代大統領フリードリヒ・エーベルト、その左隣は国防相グスタフ・ノスケ。

第一次世界大戦末、敗色濃き帝政ドイツでドイツ11月革命が発生した。1918年11月9日、ベルリンの宰相官邸に在って革命により進退窮まった帝国宰相マクシミリアン・フォン・バーデンは、スパの大本営にいたドイツ皇帝ヴィルヘルム2世の退位を独断で宣言し、さらにドイツ社会民主党（SPD）党首フリードリヒ・エーベルトに帝国宰相職を譲った。さらに同党の共同党首フィリップ・シャイデマンが王党派だったエーベルトに独断で共和国宣言を行うに至った。
1919年1月19日に制憲国民議会選挙が行われ、2月6日に制憲国民議会がヴァイマルに召集された。2月10日にそこで臨時憲法にあたる暫定国家権力法が採択され、この中で初めてドイツ国大統領（Reichspräsident）の存在が規定された。その翌日にエーベルトが制憲国民議会議員の投票によって大統領に選出された。
暫定国家権力法の大統領には憲法とそれに基づく政府が設立されるまでの間、担当閣僚の副署を得たうえで政令を発する任務が与えられていた。

## ヴァイマル共和政のドイツ国大統領
1919年7月31日にヴァイマル憲法 (WRV: Weimarer Reichsverfassung) が制憲国民議会で採択された。同憲法においてドイツ国大統領は第3章「大統領及び政府」（41条から59条）を中心に規定されている。

### 大統領の選出

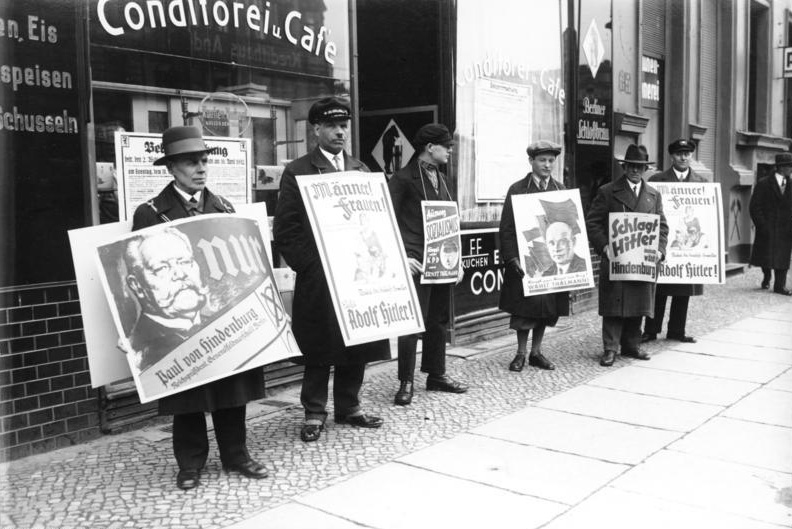
1932年の大統領選挙における選挙活動の様子。

ヴァイマル憲法41条はドイツ国大統領の被選挙権を35歳以上の全ドイツ国民に認め、大統領は全ドイツ国民から選出されると定めていた。細かい選挙制度は法律によって定めるとしており、大統領選挙法によってそれが規定されていた。同法は最初の投票では当選には過半数の得票が必要であり、この投票で過半数を得票した候補がいない場合には第2次投票が行われ、最多得票者を当選者とするとしていた。また第2次投票の出馬のために第1次投票に出馬している必要はないとしていた。
憲法43条は大統領の任期を7年とし、再選可能としていた。また、議会が持つ大統領の弾劾権と大統領罷免のための国民投票発議権によって、大統領を罷免することが可能な規定になっていた。
なおエーベルトは憲法制定前に制憲国民議会から暫定的に大統領に選出されたため、ヴァイマル憲法の定めるドイツ国民からの選出を受けていないが、憲法180条によって次の大統領選挙までエーベルトが大統領職に在職することが認められていた。エーベルト自身は1920年6月以降国民による大統領選挙の実施を希望していたが、内外の事情がそれを許さず、最終的にシレジアでの紛争が終わった1922年になってエーベルトの任期を1925年6月30日までとする憲法180条の改正が行われた。
しかしこの任期切れ前の1925年2月28日にエーベルトが死去した。これによりヴァイマル憲法に則った初めての国民直接投票による大統領選挙が行われることとなった。3月29日に大統領選挙が行われたが、過半数を獲得した候補はいなかった。そのため4月26日に第二次選挙が行われ、パウル・フォン・ヒンデンブルクが僅差でヴィルヘルム・マルクスを破って大統領に当選した（1925年ドイツ大統領選挙）。
ヒンデンブルクの7年の任期満了に伴う1932年の大統領選挙にはナチ党党首アドルフ・ヒトラーが出馬していた。3月13日の選挙の結果、再選を目指すヒンデンブルクが最多得票したが、得票率49.6%とわずかに過半数に届かなかった。そのため4月10日に二度目の選挙があり、この選挙で53%の得票率を得たヒンデンブルクが再選した（1932年ドイツ大統領選挙）。

### 大統領の代行
憲法51条は任期期間中に大統領が任務遂行不可能となった場合には首相がこれを代行し、その期間が長くなり得る際に法律の定めるところによって代行を擁立すると定めていた。
1925年2月28日にエーベルトが大統領の任期切れ直前(1925年6月30日)に死去したため、まずは憲法51条の規定に基づいてハンス・ルター首相が代行を務めることになった。その後、ルターの代行期間が長くなり得ることが確実視されたため、同年3月10日に国会で大統領代行に関する特例法が採択され、ヴァルター・ジモンス帝国最高裁判所長官が大統領代行に就任した。
ヒンデンブルクの時代に国会の第一党となったナチ党はこれを恒常化すべきであるとして憲法改正を提案し、1932年12月17日に憲法改正条項である憲法76条に基づいて憲法51条の規定が法律で修正され、大統領が職務を執れない場合は最高裁判所長官が大統領職を代行すると規定された。ナチ党がこの憲法修正を行わせたのは、当時のクルト・フォン・シュライヒャー首相が大統領を兼務することを阻止するためだったという。

### 大統領の権限
大統領は憲法24条により国会召集権、また25条により国会解散権を有した。ただし解散権が濫用されないよう同一案件での解散は1回のみに限定されていた。しかしこの規定に罰則はなく、もし違反して解散総選挙を行ってもその選挙は有効とされていた。憲法25条により総選挙は解散後60日以内に行わねばならなかったが、政治的混乱が多かったヴァイマル共和政時代においてはこの規定は政府が2カ月の間国会から自由になれるという意味があった。

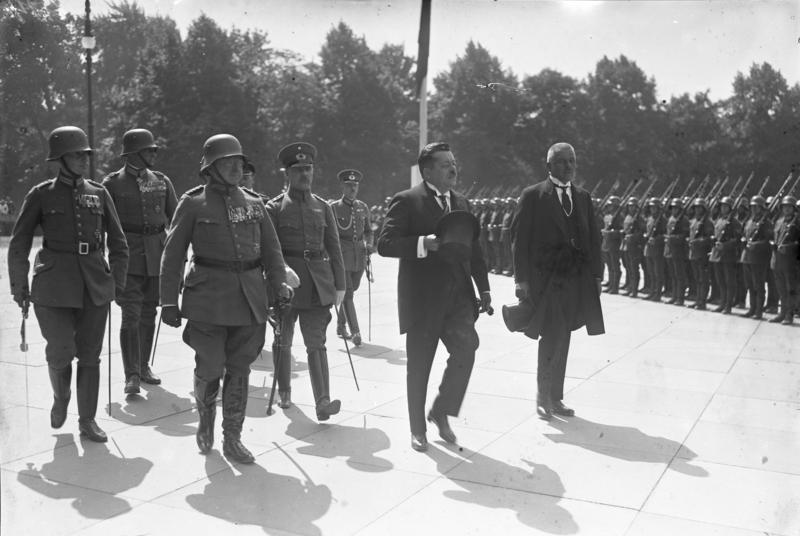
国軍を閲兵する最高司令官フリードリヒ・エーベルト大統領（1923年8月 ベルリン）

憲法45条により大統領は国際法上ドイツ国を代表し、諸外国と条約を結び、また、諸外国使節の認証や接受を行うとされていた。憲法46条は法律に別個定めがある場合を除き大統領に官吏・将校の任免権を認めている。さらに憲法47条は大統領に国軍最高指揮権を認めている。
憲法48条の第1項では州政府が憲法の義務を果たさない場合は大統領は武力をもって州政府に対して義務を履行させることができると定めており、第2項では公共の秩序が阻害または危機にある場合にも武力を含めた必要な処置を執ることが認められており、その際に基本的人権に関する一定の条項につき一時的に効力を停止することを認めていた。ただしこれらの処置を行った場合は国会に遅滞なく報告せねばならず、国会の要求があればその処置は停止されるとも定められていた。
この非常時の強力な大権によりヴァイマル憲法のドイツ大統領は「代理皇帝（Ersatzkaiser）」とも呼ばれていた。大統領にこのような権限が認められたのは憲法を創案したフーゴ・プロイスやマックス・ウェーバーらが議会政治に慣れていないドイツ人が完全なる議会政治の中に投げ込まれれば混乱に陥ると考えたためだった。しかし、結局はこの憲法48条第2項が後に拡大解釈されて大統領内閣の道を開き、事実上議会政治が終焉してしまった。
憲法53条は大統領に政府の議長たる首相の任免権を認めていた（閣僚は首相の提案に従って任免）。首相の任命にあたって国会が関与できるのかどうかは議論のあるところだったが、54条は政府は国会の信任を必要とし、不信任を受けた場合は退陣しなければならない旨を定めていたため、結局は首相の任命にあたっても国会が影響を及ぼすことになった。実際的な運用としては事前に大統領が国会の各会派と協議を行ったが、それは徐々に各党への圧力という形に変化していった。しかし、それは政府が強かったというよりもむしろ国会の弱さが原因であった。国会議員の選挙制度が比例代表制だったため、国会は常に多数派が安定せず、首相選定にあたって安定した首相候補を推せる立場になかった。それでも、SPD出身のエーベルトの大統領在任中には国会との協力の上で組閣を行うことが重視されていたが、軍部出身のヒンデンブルクの大統領在任中には徐々に首相任免権は大統領にあることが強調されて組閣にあたって首相に指針を与えることが増え、ついには国会軽視の大統領内閣が組閣されるに至った。
憲法73条は大統領に国会が制定した法律を国民投票に付す権限を認めていたが、それが実施されることはなかった。国会解散権の方が強力であり、そちらで十分だったからである。
憲法50条は大統領が出す全ての命令と処分を発効するためには首相か担当閣僚の副署が必要としており、その政治責任は首相か担当閣僚が負うと定めていた。このことも非常時には大統領が直接政治指導するのだという解釈を強めた。

### 大統領内閣について
世界恐慌の中の1930年3月27日、ヘルマン・ミュラー大連立内閣は失業者対策で社民党の党内合意を得られずに瓦解した。社民党、ヤング案反対運動に興じる国家人民党、ヴァイマル共和政を「ブルジョア共和政」として忌み嫌う共産党、いずれからも政府支持を期待できない中、ヒンデンブルクは議会に拘束されない政治を志向し、側近のクルト・フォン・シュライヒャーの薦めに従ってハインリヒ・ブリューニングを首相に任命しつつ、憲法48条第2項に基づいて公布する大統領緊急命令(以下、大統領令)を発令して政治を行う「大統領内閣」を開始した。ブリューニング辞職後もフランツ・フォン・パーペン内閣、クルト・フォン・シュライヒャー内閣と大統領内閣を継続した。
1930年7月16日にブリューニング内閣が提出した赤字補填案が国会で否決されるとヒンデンブルクは大統領令を出して強引に可決させたが、社民党がこれを国会の投票で否決し、国会の解散につながった。1930年10月18日には大統領令で国会から予算審議権を剥奪している。また、台頭するナチ党の弾圧にもしばしば使用され、1931年3月28日にはナチ党の集会と新聞を禁止する大統領令が出され、1932年4月23日にもナチ党の突撃隊と親衛隊を禁止する大統領令が出されている。パーペン内閣時代の1932年7月20日には大統領令で社民党のオットー・ブラウン首相率いるプロイセン州政府をクーデターで強制的に解体した。
こうして、従来なら大統領令の発令対象にならなかった分野にも続々と大統領令が発令されるようになり、大統領令の乱発によって国会の重要性は低下していった。しかし、大統領令の拡大は最高裁判所や多数の憲法学者、ドイツ民主党など中道ブルジョア政党から独自の立法権としてむしろ擁護されていた。
それでも大統領内閣ではナチ党や国家人民党とうまく折り合いがつかず、結局は1933年1月30日にナチ党・国家人民党による連立政権と大統領内閣を組み合わせたようなヒトラー内閣が誕生するに至った。

## ナチス体制下のドイツ国大統領

### 大統領と首相の二頭政治

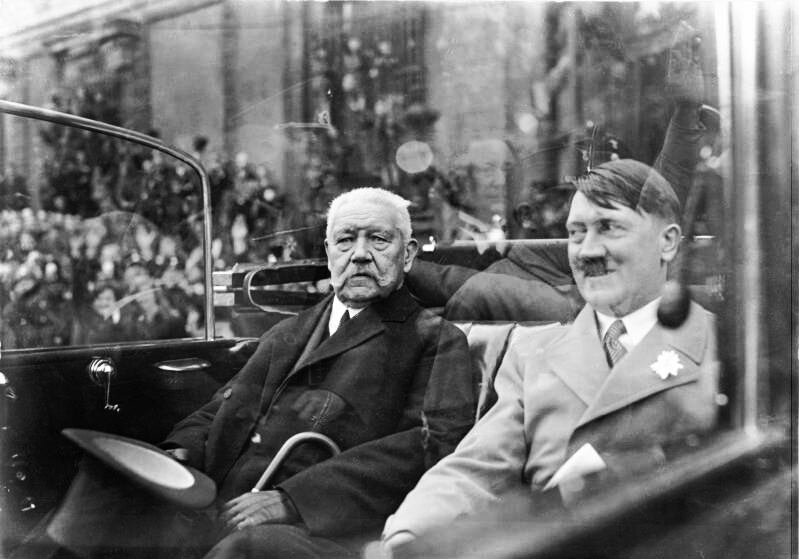
ドイツ国大統領ヒンデンブルクとドイツ国首相ヒトラー（1933年5月1日）

1933年1月30日にヒトラーが首相に就任し、2月28日には前日に発生した帝国議会議事堂放火事件に伴う混乱の収拾というヒトラーの要請を受けたヒンデンブルクは、ヴァイマル憲法48条第2項に基づき、国民の基本的人権に関する114、115、117、118、123、124、153の各条の効力を「一時的に停止する」としたドイツ国民と国家を保護するための大統領令とドイツ国民への裏切りと反逆的策動に対する大統領令（二つの大統領令）を布告した。
ついで3月24日には、ドイツ国家人民党と中央党の協力を得て憲法76条の改正立法の手続きを踏んで全権委任法を国会で可決させる。これにより、憲法を除くあらゆる法律の制定権限が首相に認められた。さらに一党独裁体制を構築した後の1934年1月30日には同じく憲法76条の改正立法の手続きを踏んで国家新構成法を制定し、その中で「政府は憲法を制定できる」と定めた。
これらの処置によりヴァイマル憲法は死文化、国会の権能が事実上無力化されるとともに、各州の代表者からなる上院（ライヒスラート）も廃止され、ヒトラーは独裁的権力を得るようになった。しかし、ヒトラーは憲法上の大統領権限には浸食しなかったため、首相・閣僚の任免権や国軍の最高指揮権は依然としてヒンデンブルクにあり、首相ヒトラーとの二頭政治はヒンデンブルクの死まで続いた。既に死期が近づいていたヒンデンブルクは、ヒトラーが全権委任法に基づいて政党新設禁止法を制定するなどの一党独裁体制を強化していく措置に反対する意思を示さなかった。
しかし6月21日には、深刻化していた突撃隊との軋轢について、ヒトラーが問題を解決できないならば、大統領権限で戒厳令を布告して国軍に対処させ、彼の権限を陸軍に移すと通達しており、ヒンデンブルクの死後に国軍を統率しなくてはいけないと考えていたヒトラーは、粛清の決意を固めて長いナイフの夜を行ったと言われる。

### 首相職およびヒトラー個人との統合

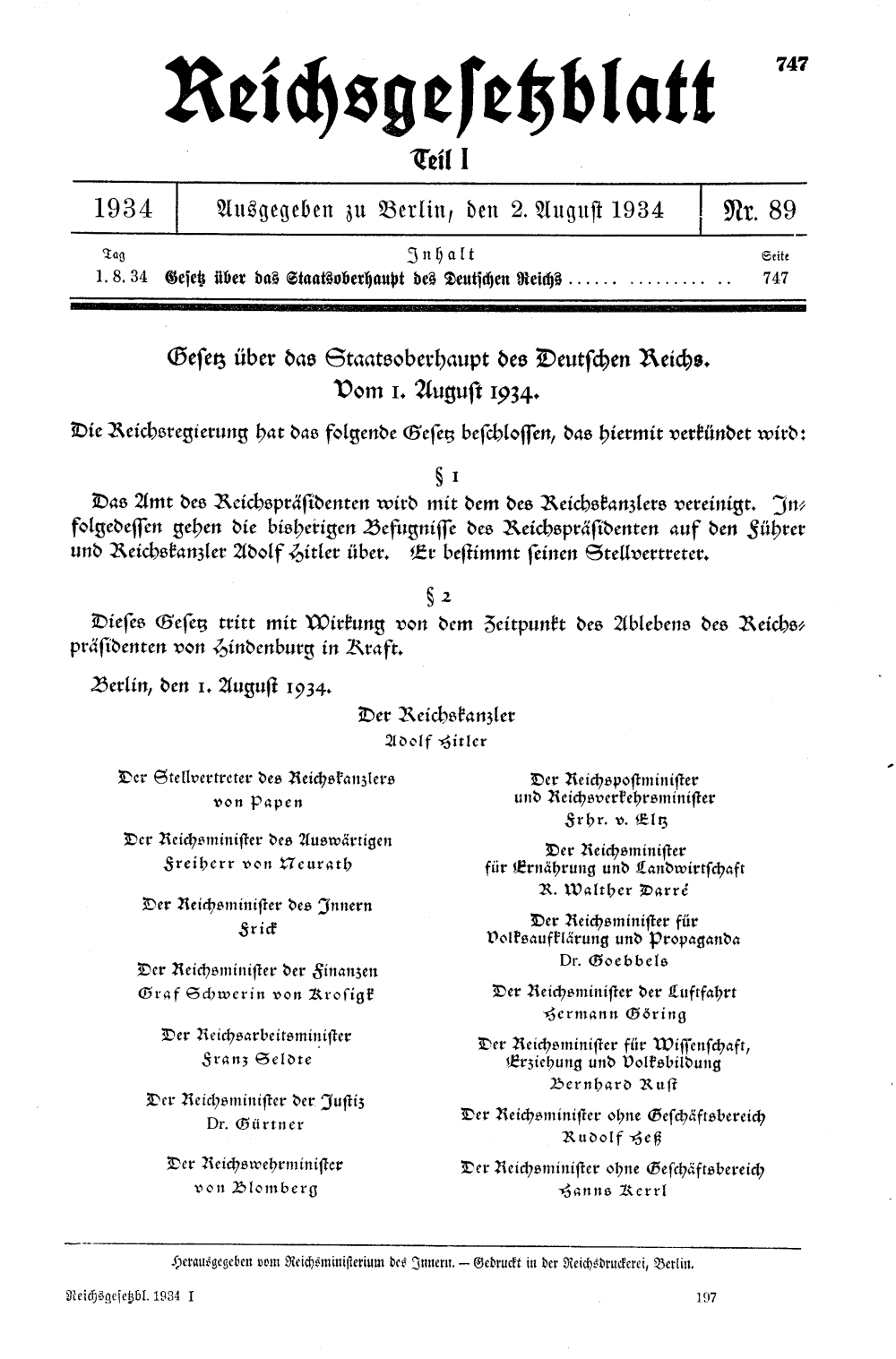
1934年8月2日付の官報に掲載された国家元首法の要旨

ヒトラーはナチズム運動の指導者として党員から「Führer」の呼称で呼ばれたが、次第に公式にもこう呼ばれることが増加していった。
ヒンデンブルクの死期が迫った1934年8月1日、ヒトラーは国家新構成法を根拠として国家元首法を制定した。その中でヒンデンブルクが死去した場合には、大統領の官職を首相職に統合したうえで、大統領の権能は「Führer und Reichskanzler（指導者兼首相）」である「アドルフ・ヒトラー」個人に帰属させると定めている。これは単に大統領の職が首相職に統合されたことのみを示すのではなく、「官職」ではない代替不可能な「人格」であるヒトラー個人にその権能が移譲されたことを示している。この措置は従来の国家とは無関係である「民族の指導者（Führer）であるヒトラー」という存在を国家が認知し、権威付けるという性格のものであった。
そして8月2日にヒンデンブルクが死去すると、一時間と経たずに大統領の権能はヒトラーに統合される旨が発表された。軍はヒトラー個人に対して忠誠宣誓を行った。8月19日にはこれらの措置に対する信任を示す民族投票（ドイツ国国家元首に関する民族投票）が行われ、89.9%の賛成票を受けた。
かくしてヒトラーはドイツ国の国家元首、首相、そしてナチ党党首の3つの地位に就き、名実共に同国の最高指導者となったが、「Reichspräsident（大統領）」の呼称は、ヒンデンブルクへ敬意を表するという名目で廃止した。ヒトラーの地位は日本語で「総統」と訳される。これは「総統兼首相」のように「Führer」を翻訳場合もあるが、大統領職を統合した後のヒトラーの地位を指すとする解釈もある（総統#日本語訳）。

### デーニッツの大統領就任
第二次世界大戦に敗れてベルリンが陥落すると、ヒトラーは自殺してナチス・ドイツは事実上崩壊した。ヒトラーの政治的遺書に基づき、カール・デーニッツ海軍元帥が臨時政府（フレンスブルク政府）の後継者となった。ヒトラーの遺書では、彼に指名した地位は「総統（指導者兼首相）」ではなく、ヒンデンブルクの死後廃止されていた「ドイツ国大統領」であった。首相にはヨーゼフ・ゲッベルスが指名されていたが、間もなく後追い自殺したため、デーニッツの任命によりフォン・クロージクが代行を務めた。しかし、デーニッツ本人はヒトラーの後継者であることは認めつつも、自らを大統領と称することは控えていた。降伏後、5月23日にデーニッツを含むフレンスブルク政府閣僚は連合国によって逮捕された。6月5日のベルリン宣言により、フレンスブルク政府の解体とドイツ国を統治する中央政府の消滅が宣言され、ドイツ国大統領の職は完全に廃止された。

## ドイツ国の歴代大統領
ドイツ国の歴代大統領・総統は以下のとおりである。
| # | 画像 | 名前 （生年 - 没年）                                                    | 就任日                                              | 退任日                                         | 所属政党                   |
| - | ---- | ----------------------------------------------------------------------- | --------------------------------------------------- | ---------------------------------------------- | -------------------------- |
| 1 |      | フリードリヒ・エーベルト （1871年 - 1925年）                            | 1919年2月11日                                       | 1925年2月28日 （死去）                         | ドイツ社会民主党           |
| - |      | ハンス・ルター （1879年 - 1962年） （大統領代行・首相）                 | 1925年2月28日                                       | 1925年3月12日                                  | 無所属                     |
| - |      | ヴァルター・ジモンス （1861年 - 1937年） （大統領代行・最高裁判所長官） | 1925年3月12日                                       | 1925年5月12日 （ヒンデンブルクの大統領就任）   | 無所属                     |
| 2 |      | パウル・フォン・ヒンデンブルク （1847年 - 1934年）                      | 1925年5月12日                                       | 1934年8月2日 （死去）                          | 無所属                     |
| - |      | アドルフ・ヒトラー （1889年 - 1945年） （指導者兼首相）                 | 1934年8月2日 （国家元首法の発効による国家元首就任） | 1945年4月30日 （自殺）                         | 国家社会主義ドイツ労働者党 |
| 3 |      | カール・デーニッツ （1891年 - 1980年）                                  | 1945年4月30日 （ヒトラー遺書発効の日）              | 1945年5月23日 （逮捕・フレンスブルク政府解体） | 国家社会主義ドイツ労働者党 |

## ドイツ国の大統領旗

### ヴァイマル共和政時代

1919年 - 1921年
1921年 - 1926年
1926年 - 1933年
1933年 - 1934年

### ナチ党による権力奪取以後

1934年 - 1945年4月30日 （総統旗）
1945年4月30日 - 1945年5月23日 （海軍元帥旗）

## 戦後ドイツの大統領制に与えた影響
ヴァイマル憲法が大統領に強大な権限を与えた結果、ヒトラーによる独裁を許してしまった反省から、戦後に西ドイツで制定されたドイツ連邦共和国基本法では、連邦大統領と首相の権能を厳密に分け、大統領の役割は形式的・儀礼的なものにほぼ限定されており、選出方法も間接選挙となっている。